# Пуант, Ноэль
Ноэль Пуэ́нт (фр. Noël Pointe ; 12 июля 1755, Сент-Этьен — 10 апреля 1825, Сент-Фуа-ла-Гранд) — французский политический деятель, выходец из рабочих, сторонник смертной казни и ярый революционер. Жан Жорес посвятил ему несколько тёплых строк в своём сочинении «Социалистическая история»
Когда разразилась революция, Пуант, бывший в то время рабочим-оружейником, с жаром ухватился за новые идеи и был (в 1792 г.) избран народным депутатом в Национальный конвент. В конвенте было лишь два представителя рабочего класса — Жан-Батист Армонвиль (Jean-Baptiste Armonville, ткач-чесальщик) и Ноэль Пуант (оружейник), тогда как Кюссе (Joseph-Marie Cusset) был торговцем, а не рабочим на фабрике шёлка, как его иногда представляют историки.
Пуант голосовал за смертную казнь короля.

## Издания
- «Opinions dans le procés de Louis XVI» (1792),
- «Crimes des sociétés populaires précédés de leur origine» (Монпелье, 1795).